# Karl Holzapfel
Karl Holzapfel (1923.) je bivši austrijski hokejaš na travi. 
Igrao je na mjestu obrambenog igrača.
Na hokejaškom turniru na Olimpijskim igrama 1948. u Londonu je igrao za Austriju, koja je ispala u 1. krugu. Austrija je osvojila 3. mjesto u skupini "A", odigravši dva susreta neriješeno i izgubivši samo od kasnijeg olimpijskog pobjednika, hokejaške velesile Indije. Na završnoj ljestvici je dijelila 5. – 13. mjesto. S 24 godine je bio najmlađi austrijski igrač u sastavu.
Na hokejaškom turniru na Olimpijskim igrama 1952. u Helsinkiju je igrao za Austriju, koja je ispala u četvrtzavršnici, a nakon razigravanja po kup-sustavu osvojila 7. mjesto.